# Frémeréville-sous-les-Côtes
 Frémeréville-sous-les-Côtes  es una población y comuna francesa, en la región de Lorena, departamento de Mosa, en el distrito de Commercy y cantón de Commercy.

## Demografía
| 103 | 81 | 78 | 71 | 77 | 75 |
| Para los censos de 1962 a 1999 la población legal corresponde a la población sin duplicidades (Fuente: INSEE [Consultar]) |    |    |    |    |    |